# Bakou (Burkina Faso)
Pour les articles homonymes, voir Bakou (homonymie).
Bakou  est une localité située dans le département de Séguénéga de la province du Yatenga dans la région Nord au Burkina Faso.

## Géographie
Le village historique Bakou se trouve à environ 8 km au sud du centre de Séguénéga, le chef-lieu du département, et de la route nationale 15 ainsi qu'à 4 km au nord de Gambo.Le village se trouve dans une zone montagneuse. Le village est situé de part et d'autre de la route départementale n°90 reliant Séguénéga -Yako .

## Économie
L'économie du village est liée depuis 2010 à l'activité minière industrielle de la petite mine d'or située sur son territoire et exploitée par la compagnie burkinabè Séguénéga Mining SA, filiale de la compagnie britannique Amara Mining, entraînant des dégâts environnementaux et des conflits avec les populations villageoises.

## Santé et éducation
Le centres de soins le plus proche de Bakou est le centre de santé et de promotion sociale (CSPS) de Gambo tandis que le centre médical avec antenne chirurgicale (CMA) se trouve à Séguénéga.
Le village possède une école primaire publique.